# Blauwal
Der Blauwal (Balaenoptera musculus) ist ein Bartenwal in der Familie der Furchenwale (Balaenopteridae). Mit einer Körperlänge von bis zu 33 Metern und einer Körpermasse von bis zu 200 Tonnen ist der Blauwal eines der größten und schwersten bekannten Tiere der Erdgeschichte. Als Kosmopolit ist diese Art in allen Ozeanen der Erde verbreitet.

## Merkmale

### Anatomie

Größenvergleich zwischen Blauwal und Mensch

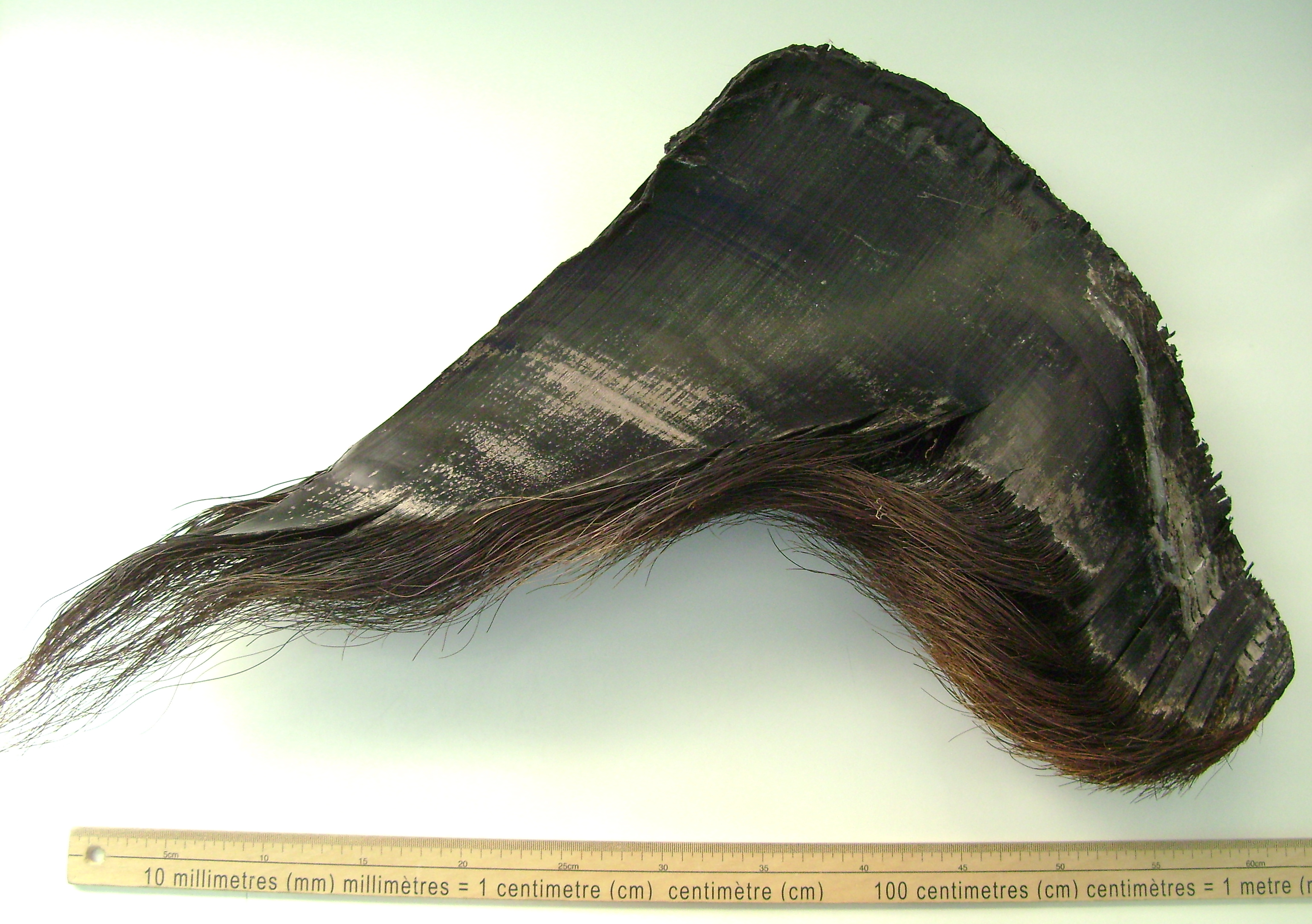
Einzelne Barte des Blauwals

Blauwale werden im Durchschnitt 26 Meter lang, wobei die in den Gewässern der Südhalbkugel lebenden Exemplare in der Regel größer sind als ihre auf der Nordhalbkugel beheimateten Artgenossen. Die Tiere erreichen eine Länge von bis zu 30 Metern, und der größte nach wissenschaftlichen Methoden vermessene Blauwal kam auf 33,6 Meter (1922). Damit ist der Blauwal eines der größten Tiere, die je gelebt haben. Nur wenige Tiere wurden und werden möglicherweise etwas länger, darunter Dinosaurier wie Seismosaurus und Patagotitan sowie der rezente Schnurwurm Lineus longissimus. Die ausgestorbene Walart Perucetus colossus übertraf den Blauwal möglicherweise an Gewicht, nicht aber an Länge.
Blauwale weisen einen Sexualdimorphismus der Größe auf: Weibchen sind im Schnitt bis zu sechs Prozent größer und können am Ende der Nahrungssaison bis 200 Tonnen wiegen; das ist mehr, als jede andere bekannte Tierart wiegt, die jemals existierte. Das Herz des Blauwals wiegt im Durchschnitt etwa 600 kg bis eine Tonne, die Aorta (die Hauptschlagader) hat einen Durchmesser von etwa 20 cm. Die normale Herzfrequenz liegt beim Abtauchen bei zwei bis acht, nach dem Auftauchen aber bei bis zu 37 Schlägen pro Minute. Das vom Herz ausgestoßene Volumen liegt bei 2000–5000 Liter pro Minute. Das Gesamtvolumen des Bluts liegt bei 7000–7500 Liter.
Der Blauwal besitzt einen stromlinienförmigen und schlanken Körper, der dunkel-blaugrau gefärbt ist. Er ist zudem am gesamten Körper mit helleren Flecken gesprenkelt. Die etwas hellere Bauchseite kann bei Tieren, die längere Zeit in polaren Gewässern gelebt haben, auch gelblich gefärbt sein. Dies rührt von einem Bewuchs mit der harmlosen Kieselalge Cocconeis ceticola her; Wale mit dieser Färbung werden als Schwefelbäuche bezeichnet. Die Finne (Rückenflosse) ist mit einer Höhe von maximal 45 Zentimetern vergleichsweise klein, sie befindet sich auf dem hintersten Viertel des Rückens. Die auch als Fluke bezeichnete,  horizontal erstreckte Schwanzflosse ist sehr breit und hinten in der Mitte eingekerbt. Die unterseits blassblau gefärbten Flipper (Brustflossen) sind dagegen sehr schmal und haben eine Länge, die etwa 14 Prozent der Gesamtlänge des Tieres entspricht.

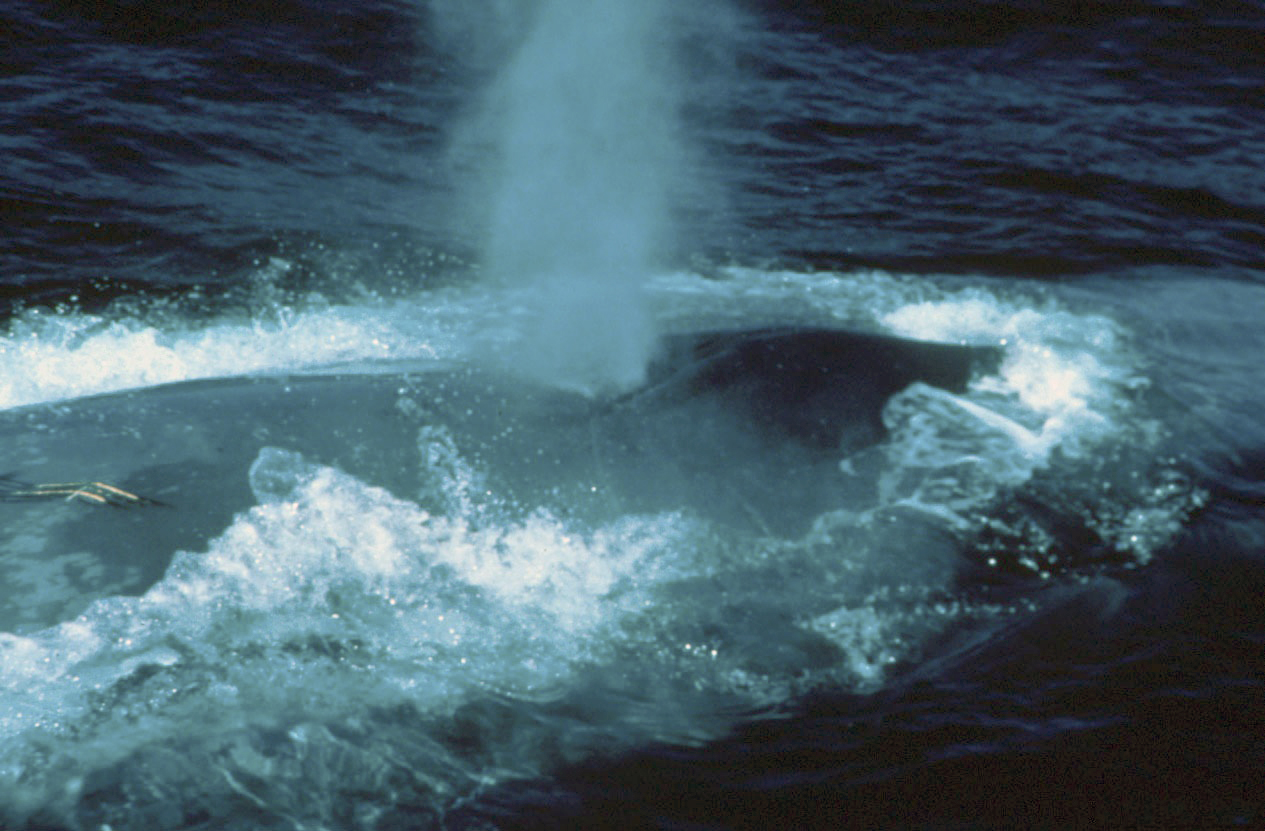
Blas eines Blauwals

Der Kopf des Blauwals ist, verglichen mit anderen Furchenwalen, sehr breit mit einer sehr flachen Schnauze (Rostrum). Von der Schnauzenspitze bis zum Blasloch zieht sich ein Steg; das aus zwei Nasenlöchern bestehende Blasloch selbst ist vorn und an den Seiten von einem fleischigen Wall umgeben. An verschiedenen Stellen des Kopfes befinden sich Haare, vor allem am Kinn, beidseitig am Unterkiefer und auf der Oberseite. Im Maul trägt ein Blauwal auf jeder Seite 300 bis 400 Barten, die schwarz gefärbt und 50 bis 100 Zentimeter lang sind. Sie besitzen sehr grobe, arttypische Fransen. An der Unterseite ziehen sich 50 bis 90, nach anderen Quellen bis 120, Ventralfurchen vom Maul bis zum Nabel, die das namensgebende Merkmal der Furchenwale darstellen und die Erweiterung des Mundraumes bei der Nahrungsaufnahme ermöglichen.

1966 wurde der Zwergblauwal (B. m. brevicauda) als Unterart des Blauwals beschrieben.  Er soll eine maximale Länge von 24 Metern erreichen, da der Körperabschnitt hinter der Rückenflosse kürzer ist. Die Barten sind zudem kleiner. Allerdings bezweifeln einige Zoologen die Gültigkeit dieser Unterart und halten die Exemplare für Jungtiere, wobei aber die erhöhte Anzahl der Schwanzwirbel dieser Tiere gegen diese Ansicht spricht.

### Genetik

#### Karyotyp
Es gibt verschiedene Untersuchungen zur Ermittlung der Chromosomenzahl des Blauwals. Wie die anderen Furchenwale und der Grauwal hat der Blauwal 2n = 44 Chromosomen (also zwei Sätze mit je 22 Chromosomen).

#### DNA
Untersuchungen an der mitochondrialen DNA haben ergeben, dass Finnwale und Blauwale in der Lage sind, Hybride zu zeugen, obwohl die Entwicklungslinien beider Arten seit mindestens 5 Millionen Jahren getrennt sind. Weibliche Hybride können sogar fruchtbar sein. Die Ähnlichkeiten im Karyotyp helfen dabei, Inkompatibilitäten bei der Meiose zu reduzieren und die Wahrscheinlichkeit der Fruchtbarkeit zu erhöhen.

### Lebenserwartung
Die effektive Lebenserwartung des Blauwals ist nur schwer zu bestimmen. Nach Untersuchungen gejagter bzw. gestrandeter Tiere kann ein erreichbares Alter von ca. 100 Jahren als gesichert betrachtet werden. Es ist jedoch schwer zu sagen, wie alt diese Tiere hätten werden können, wenn sie eines natürlichen Todes gestorben wären.
Dem Wissenschaftler Jeffrey Bada vom Scripps-Institut für Ozeanographie in La Jolla, Kalifornien gelang es im Jahr 2007, anhand eingelagerter Augäpfel getöteter Wale das Alter eines harpunierten Grönlandwals auf 211 Jahre zu bestimmen. Dieser Fund legt die Vermutung nahe, dass der deutlich größere Blauwal ein wenigstens ähnlich hohes Lebensalter erreichen kann, da es bei Säugetieren und Vögeln einen allometrischen Zusammenhang zwischen Körpermasse und Lebenserwartung gibt.

## Verbreitung und Lebensraum

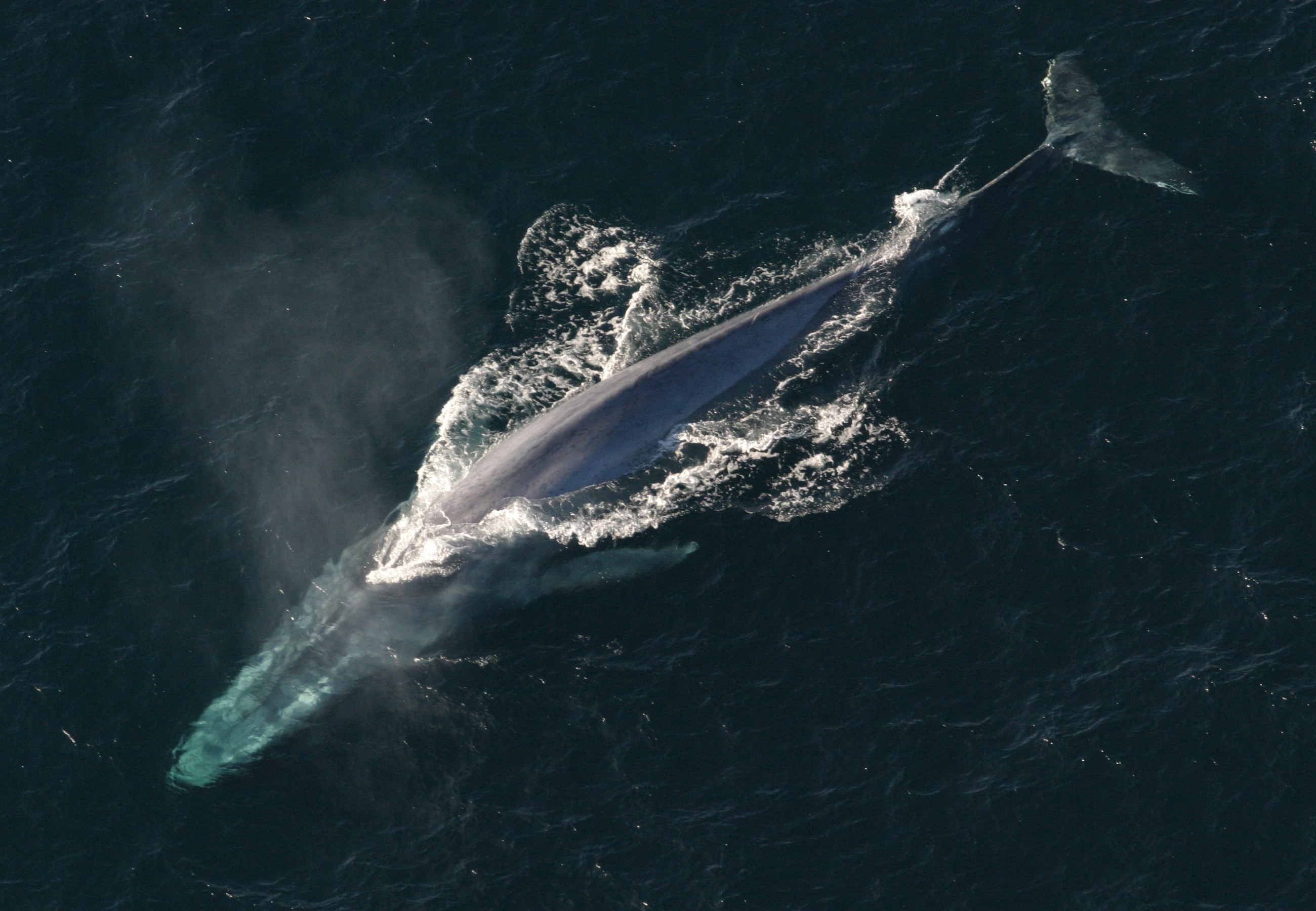
Blauwal von oben gesehen

Verbreitung des Blauwals

Der Blauwal kommt in allen Weltmeeren vor, wobei er in einer Jahresrhythmik zwischen polaren und gemäßigten Breiten wandert. Den Winter verbringt er in den gemäßigten und subtropischen Meeren, wie etwa im Gebiet um die Azoren, in denen auch seine Fortpflanzungsgebiete liegen; den Sommer verbringt er in polaren Gewässern, in denen er reichlich Nahrung findet. Aufgrund des Zeitversatzes von Nordwinter zu Südwinter gilt: Südhalbkugel-Wale sind gerade dann in Gewässern näher am Äquator, wenn Nordhalbkugel-Wale in Nordpolnähe sind; umgekehrt sind, wenn die Nordhalbkugel-Wale in gemäßigten Breiten sind, die Südhalbkugel-Wale in Südpolnähe. Die Wanderrouten und auch die Nahrungsgründe der Wale sind sehr konstant, die konkreten Fortpflanzungsgebiete sind dagegen weitgehend unbekannt.
Als Hochseebewohner kommt der Blauwal nur sehr selten in die Küstenbereiche. Er folgt allerdings in den polaren Gewässern dem zurückweichenden Eis, an dessen Rändern die größten Mengen von Krillkrebsen leben. Aus diesem Grund kommt es regelmäßig vor, dass Blauwale bei plötzlichen Wetterumschwüngen im Eis eingeschlossen werden. Vor allem aus dem Sankt-Lorenz-Strom in Kanada wird dies regelmäßig berichtet.
Der Zwergblauwal ist vor allem auf der Südhalbkugel und im nördlichen Indischen Ozean anzutreffen. Eine große Gruppe lebt offensichtlich dauerhaft in der Subantarktis, weitere Gruppen wurden vor Sri Lanka, Chile und bei den Kerguelen gesichtet.

## Lebensweise
Die Evolution der Körpergröße der Blauwale wurde im Jahr 2018 in einer Fachpublikation darauf zurückgeführt, dass deren frühe Vorfahren – ursprünglich wesentlich kleinere und warmblütige, landlebende Säugetiere – beim Übergang zur dauerhaft aquatischen Lebensweise den im Wasser deutlich größeren Wärmeverlust kompensieren mussten. Da die Wärmeproduktion letztlich abhängig ist von der Anzahl der Körperzellen, können größere Tiere mehr Wärme produzieren und speichern als kleine. Begrenzt wird die Größenzunahme durch das verfügbare Futter, das bei Blauwalen besonders reichlich im Meer vorhanden ist.

### Ernährung

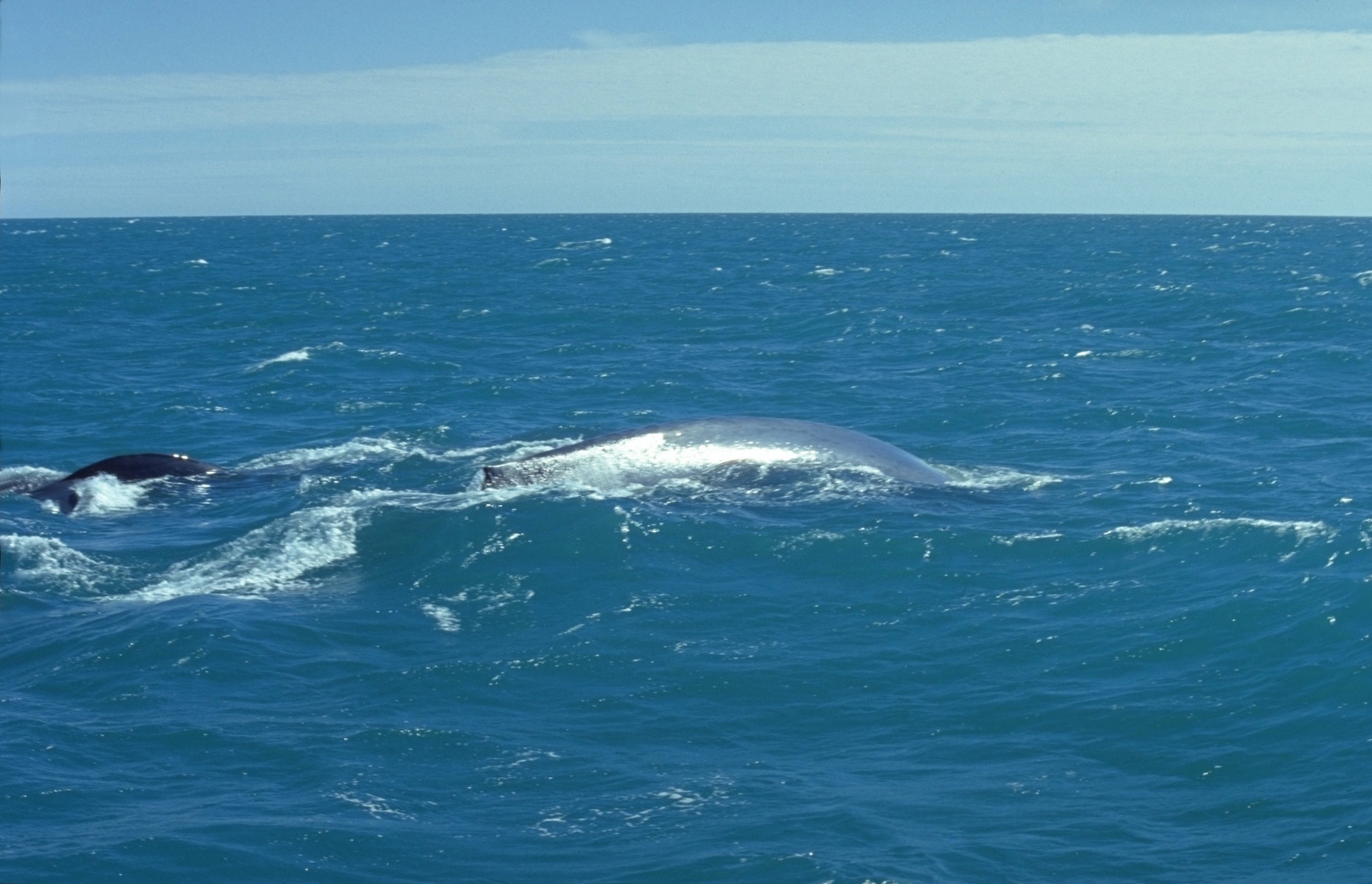
Blauwalmutter mit Kalb beim Abtauchen

Wie alle Bartenwale ernährt sich der Blauwal von Plankton, das er mit Hilfe seiner Barten aus dem Meerwasser filtert. Trotz seiner eher grob beborsteten Barten bevorzugt er dabei Kleinstkrebse im cm- oder mm-Bereich und spezialisiert sich in der Antarktis auf den antarktischen Krill. Er steht damit in direkter Nahrungskonkurrenz zu anderen Bartenwalen, vor allem dem Sei- und dem Finnwal und dem Nördlichen und dem Südlichen Zwergwal. Dabei gehört er zu den Walen, die die Nahrungsgründe als erste aufsuchen und am dichtesten entlang der Eiskante jagen. Neben dem Krill nutzt er auch größere Schwärme von Ruderfußkrebsen und in seltenen Fällen Fischschwärme als Nahrungsquelle. Seine Nahrungssuche führt ihn meist in Tiefen von etwa 100 Metern.
In den Sommermonaten vertilgt ein Blauwal schätzungsweise 40 Millionen Kleinkrebse pro Tag mit einem Gesamtgewicht von dreieinhalb Tonnen. Dabei fasst sein Hauptmagenabschnitt allein eine Tonne der Krebse. In den Wintermonaten frisst er gar nicht und lebt von seinen Fettreserven.

### Fortbewegung

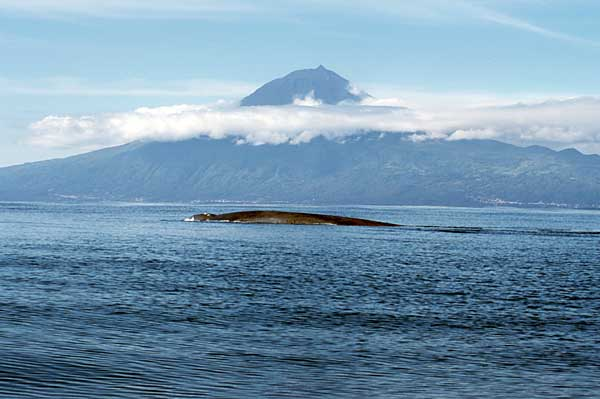
Blauwal bei den Azoren

Der Blauwal kann auf hoher See vor allem an seinem sehr hohen Blas erkannt werden, also der kondensierenden Luftfontäne, die beim Ausatmen entsteht. Diese kann Höhen von neun Metern erreichen. Im Normalfall taucht das Tier alle zwei Minuten auf, nach langen Tauchgängen erhöht sich die Atemfrequenz allerdings auf bis zu sechs Atemzüge pro Minute. Die längsten Tauchgänge erreichen dabei Zeiten von über 20 Minuten, normalerweise sind sie jedoch mit durchschnittlich drei bis zehn Minuten deutlich kürzer. Die Schwanzflosse wird beim Abtauchen nur selten aus dem Wasser gehoben, die Finne ist aufgrund ihrer geringen Größe kaum zu sehen.
Die Schwimmgeschwindigkeiten betragen bei der Nahrungsaufnahme zwischen 2 und 6,5 km/h, bei den Wanderungen der Tiere kann sie auf 5 bis 33 km/h und Maximalgeschwindigkeiten von 48 km/h ansteigen.
Ein 2016 veröffentlichter Fachartikel beschrieb das Verhalten eines Zwergblauwals vor der Küste Westaustraliens anhand von GPS-Daten genauer. Demnach zeigte das untersuchte Tier verschiedene Verhaltensmuster bei seinen Tauchgängen. Auf der Suche nach Nahrung tauchte es bis in maximal 506 m Tiefe. Bei der Nahrungsaufnahme selber wurde zwischen tiefen Tauchgängen, die im Mittel in 338 m Tiefe führten, und flachen Tauchgängen unterschieden, bei denen sich der Blauwal lediglich 16 m unter der Wasseroberfläche aufhielt. Bei Wanderungsbewegungen wiederum bewegte sich der Wal im Mittel lediglich 13 m unter Wasser, was unterhalb der angenommenen Tauchtiefe von 12 m liegt, innerhalb derer der Seegang einen signifikanten Einfluss auf den Strömungswiderstand nimmt, und tauchte dabei jeweils für ca. 5,2 Minuten. Die mittlere Geschwindigkeit des Wals über den beobachteten Zeitraum betrug lediglich 2,8 km/h, und in 94 % der untersuchten Zeit hielt er sich in einer Tiefe von weniger als 24 m auf, was nach Angabe der Autoren eine Gefahr darstellt, da dies der maximale Tiefgang von Containerfrachtschiffen in Chinamax-Abmessung ist.

### Sozialverhalten
Blauwale kommen vor allem als Einzeltiere oder als Mutter-Kind-Gruppen vor, größere Gruppenbildungen stellen bei ihnen die Ausnahme dar und lassen sich auf zufällige Ansammlungen in den Ernährungsgründen zurückführen. Eine soziale Bindung innerhalb dieser Ansammlung besteht nicht. Auch bei den Wanderungen gibt es keine größeren Gruppen, erwachsene Tiere führen dabei gelegentlich ihre Jungtiere an. Trächtige Weibchen wandern als erste im Frühjahr in die Ernährungsgebiete ein und verlassen diese als letzte.
Die Kommunikation unter Blauwalen ist nicht sehr ausgeprägt. Strophenartige Walgesänge wie bei den Buckelwalen finden sich bei ihnen nicht. Das Geräuschrepertoire reicht von tieffrequenten Stöhnlauten über Pochen, Raspeln und Brummen und beinhaltet auch gelegentliche ultrafrequente Klicklaute. Ob Schwanzschlagen und Sprünge ebenfalls der Kommunikation dienen, ist unbekannt.
Tonaufnahmen von Blauwalen:
- Aufnahme 1 (Atlantik)ⓘ/?
- Aufnahme 2 (Atlantik)ⓘ/?
- Aufnahme 3 (Atlantik)ⓘ/?
- Aufnahme 4 (NO-Pazifik)ⓘ/?
- Aufnahme 5 (W-Pazifik)ⓘ/?
- Aufnahme 6 (S-Pazifik)ⓘ/?

### Fortpflanzung und Entwicklung
Blauwale erreichen ihre Geschlechtsreife wahrscheinlich in einem Alter von fünf bis sechs Jahren bei einer Länge von 22 Metern bei den Männchen und 24 Metern bei den Weibchen. Zwergblauwale sind bereits bei einer Länge von 19 Metern geschlechtsreif.
Das Paarungsverhalten der Blauwale ist weitgehend unbekannt; wahrscheinlich handelt es sich dabei um Gelegenheitspaarungen in den Fortpflanzungsgewässern. Das Blauwalkalb wird nach einer Tragzeit von etwa elf Monaten mit einer Länge von etwa sieben Metern und einem Gewicht von ungefähr 2,5 Tonnen geboren. Vor der Geburt wandert das Weibchen in warm gemäßigte bis subtropische Gewässer. Sechs bis sieben Monate lang wird das Kalb gesäugt, und eine Entwöhnung erfolgt während der Wanderung in die Nahrungsgründe. Das Kalb ist dann ungefähr 12,8 Meter lang.
Ein Weibchen ist etwa alle zwei Jahre trächtig. Bei den Zwergblauwalen vermutet man, dass es zwei Paarungszeiten im Jahr gibt: eine Hauptpaarungszeit im Winter und eine sommerliche Nebenpaarungszeit. Als natürliche Todesursachen werden Krankheiten und Parasitenbefall angesehen, außerdem Angriffe von großen Haien und dem Großen Schwertwal auf Jungtiere sowie geschwächte und verwundete ausgewachsene Tiere.

## Systematik
Zum ersten Mal beschrieb Robert Sibbald den Blauwal 1692 in seiner Phalainologia nova sive observationes de rarioribus quibusdam balænis in Scotiæ littus nuper ejectis ..., die offizielle Erstbeschreibung erfolgte 1758 durch Carl von Linné unter dem wissenschaftlichen Namen Balaena musculus in der 10. Auflage der Systema Naturae.
Der Blauwal ist eine von acht bekannten Arten der Furchenwale innerhalb der Gattung Balaenoptera, wobei molekularbiologische Studien eine nähere Verwandtschaft der Blauwale zu den Buckelwalen und den Grauwalen aufzeigen als zu anderen Vertretern der Gattung. Andererseits gibt es aktuell elf dokumentierte Fälle von Blauwal/Finnwal-Kreuzungen in der Wildnis. Eine Trennung der Balaenopteridae von anderen Waltaxa wird für das mittlere Oligozän angenommen, für die Artentrennung innerhalb des Taxons werden keine Daten angegeben.
Innerhalb der Blauwale werden die benannten zwei Unterarten angenommen, der Blauwal Balaenoptera musculus musculus sowie der Zwergblauwal Balaenoptera musculus brevicauda. Hinzu kommt eventuell noch eine Unterart namens Balaenoptera musculus intermedia, die die Population der südlichen Ozeane umfassen soll; diese wird jedoch weitestgehend abgelehnt und konnte auch nach genetischen Analysen nicht bestätigt werden.

## Walfang und Schutz

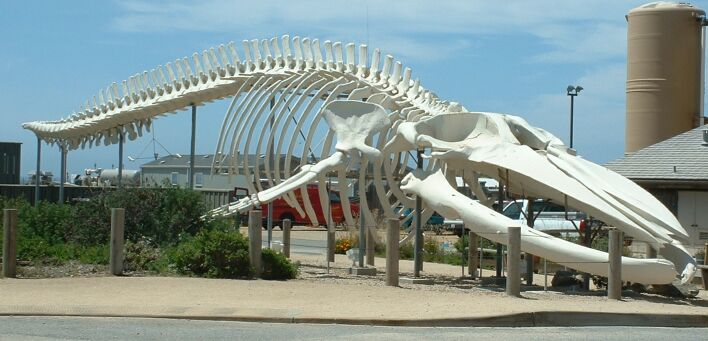
Blauwalskelett am Coastal Science Campus,
(University of California, Santa Cruz)

Entwicklung des Blauwalbestandes
(Quelle: animalinfo.org)

Gestrandete Blauwale waren mindestens seit dem Mittelalter eine wichtige Nahrungsquelle in Skandinavien, insbesondere auf Island. Sie wurden auch schon von den Wikingern gejagt, wobei man es darauf anlegte, dass harpunierte Tiere an der Küste strandeten.
Trotz ihrer Größe und Geschwindigkeit wurden Blauwale jahrhundertelang bejagt. Ab 1864 stieg ihre Todesrate durch die Entwicklung der Harpunenkanone (eine Harpune mit einem Sprengsatz an der Spitze) sprunghaft an.
Um 1920 schätzte man den Weltbestand der Blauwale auf etwa 250.000 Tiere, die überwiegend in den südlichen Meeren lebten.
Wie alle Großwale wurden auch Blauwale gut 100 Jahre stark bejagt. Menschen nutzten das Fleisch, das Fett (Blubber) und den Tran sowie als Werkstoffe die Knochen (Walbein) und die Barten (Fischbein). Hunderttausende wurden getötet, so dass die Spezies bereits am Rand der Ausrottung stand.
Durch die rücksichtslose Bejagung war der Bestand auf nur noch etwa 2.000 bis 3.000 Tiere eingebrochen, bevor das Internationale Übereinkommen zur Regelung des Walfangs beschlossen und umgesetzt wurde. Die Blauwalbestände haben sich mittlerweile erholt und wurden im Jahr 2024 auf etwa 10.000 bis 25.000 Individuen geschätzt.
Blauwale sind durch das Washingtoner Artenschutzübereinkommen (Anhang 2) geschützt und werden vom IUCN noch immer als stark gefährdet (endangered Rote Liste gefährdeter Arten) eingestuft.

## Museales
Während Blauwalskelette in zahlreichen Museen vorzufinden sind, existiert weltweit nur eine einzige Dermoplastik eines Blauwales. Diese befindet sich im Göteborgs Naturhistoriska Museum.